# Günther Schramm
Günther Schramm (Potsdam, 18 febbraio 1929) è un attore, doppiatore, conduttore televisivo, cabarettista e cantante tedesco.

## Biografia

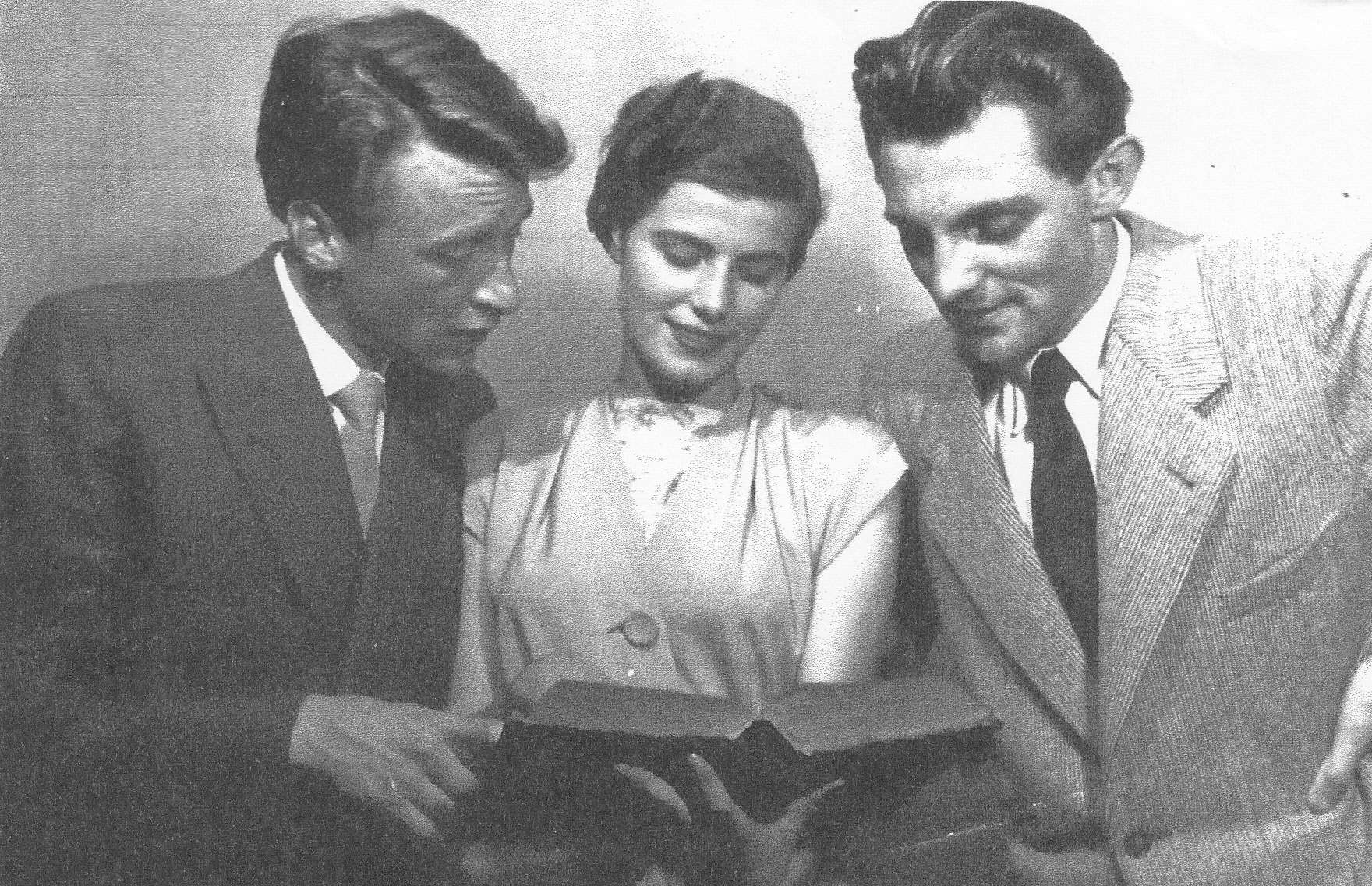
Die Buchfinken nel 1952: Günther Schramm, Karin Josefi, Dietrich Neuhaus

Figlio di un medico, crebbe ad Amburgo dove studiò tra il 1950 ed 1951 all'Università Statale per la Musica e il Teatro. Nel 1952 ottenne il suo primo ingaggio nel cabaret letterario Die Buchfinken. Seguirono numerosi ruoli teatrali, soprattutto sui palcoscenici di Amburgo (Thalia-Theater, Ernst Deutsch Theater e Hamburger Kammerspiele.
A partire dal 1952 Schramm comincia a lavorare anche per la televisione. In particolare raggiunse la fama nel ruolo fisso di Walter Grabert, collaboratore del commissario Keller nel celeberrimo Der Kommissar (1968-76).
Dal 1973 al 1981 condusse sulla ARD la trasmissione Alles oder nichts (stesso format di Lascia o raddoppia?), dal 1981 al 1985 invece la trasmissione Erkennen Sie die Melodie? ("Riconoscete la melodia?") sulla ZDF. Nel 2006 partecipò ad un episodio della serie-TV La nave dei sogni nell'episodio "Shanghai-Burma". Dal 2007 appare con regolarità nella serie-TV della ZDF La casa del guardaboschi.
Dal 1958 è sposato in seconde nozze con l'attrice tedesca Gudrun Thielemann; dalla relazione è nato un figlio, nel 1959. Günther Schramm è anche padre una figlia avuta nel precedente matrimonio. Dal 1982 al 2001 Günther Schramm ha vissuto a Vancouver Island in Canada, per poi trasferirsi insieme alla famiglia nuovamente a Monaco di Baviera.

## Filmografia parziale

### Televisione
- Una famiglia in eredità (Die geerbte Familie), regia di Christine Kabisch – film TV (2011)

## Riconoscimenti
- Bambi 1970, 1971, 1973 e 1975
- "Fumatore di pipa dell'anno" nel 1974 (nominato dal Tabakforum, consorzio degli importatori e produttori tedeschi di tabacchi)